# Idiothele
Idiothele is een geslacht van spinnen uit de familie vogelspinnen (Theraphosidae).

## Soorten
De volgende soorten zijn bij het geslacht ingedeeld:
- Idiothele mira Gallon, 2010
- Idiothele nigrofulva (Pocock, 1898)